# Márta Sebestyén
Márta Sebestyén, född 19 augusti 1957 i Budapest, är en ungersk folksångare.
Sebestyén utbildade sig vid Miklós Radnótiskolan i Budapest. Hon sjöng ofta och spelade in musik med den ungerska folkmusikgruppen Muzsikás. Hon är känd för att sjunga folksånger från Somogy och Transsylvanien, några av dessa har också kommit med på Deep Forests Bohèmealbum, som fick en Grammy år 1996. Hon har även sjungt hinduiska, jiddisch, bulgariska och slovakiska folksånger och tolkat de på traditionellt ungerskt vis.
Hon sjöng i filmen Den engelske patienten och tre låtar som spelades in med Muzsikás finns med på den animerade japanska filmen Only Yesterday. Hon har även bidragit med material till albumet Kaddish av Towering Inferno.

## Diskografi

### Album
- 1987 - Muzsikas
- 1992 - Transylvanian Portraits
- 1995 - Kismet

### Samlingsskivor
- 1992 - Apocrypha
- 1997 - The Best of Márta Sebestyén
- 2000 - World Star of World Music

### Medverkar på
- 1996 - Szerelmeslemez (Loverecord)